# Shackleton (whisky)
Pour les articles homonymes, voir Shackleton.
Shackleton est une marque de blended malt whisky appartenant à l'entreprise écossaise Whyte and Mackay.
Il est assemblé avec une sélection de whiskies single malt écossais pour ressembler le plus fidèlement au whisky Mackinlay utilisé lors de l'expédition en Antarctique Nimrod (1907-1909) d'Ernest Shackleton, dont des bouteilles ont été préservées et redécouvertes au camp du cap Royds (île de Ross) en 2007, près d'un siècle plus tard,,. Sur les 25 caisses prises pour l'expédition, trois ont été récupérées,.
Les bouteilles d'origines sont conservées par l'Antarctic Heritage Trust et exposées au Canterbury Museum de Christchurch en Nouvelle-Zélande. Trois ont servi à des fins de recherches pour ce whisky.
Selon Richard Paterson, maître assembleur de Whyte and Mackay, il a senti dans l'échantillon d'origine « de la poire, de la pomme, de l'ananas, de la cannelle et, en rétro-olfaction, de la tourbe ». L'une des difficultés de la reproduction est l'utilisation à l'origine d'une production issue de la distillerie Glen Mhor, fermée en 1983, dont deux fûts avaient été cependant conservés dans les entrepôts de Whyte and Mackay.
Une partie des bénéfices (5 %) est reversée pour le financement de l'Antarctic Heritage Trust.